# Trinidad (stad in Bolivia)
Trinidad is een stad in Bolivia en is de hoofdplaats van het departement Beni.
In 2001 telde Trinidad 75.987 inwoners. Het is met naar schatting 130.000 inwoners in 2010, de grootste stad in het noorden van Bolivia.

## Geboren
- Jesús Reynaldo (1954), voetballer en voetbalcoach
- Jeanine Áñez (1967), politica

## Galerij

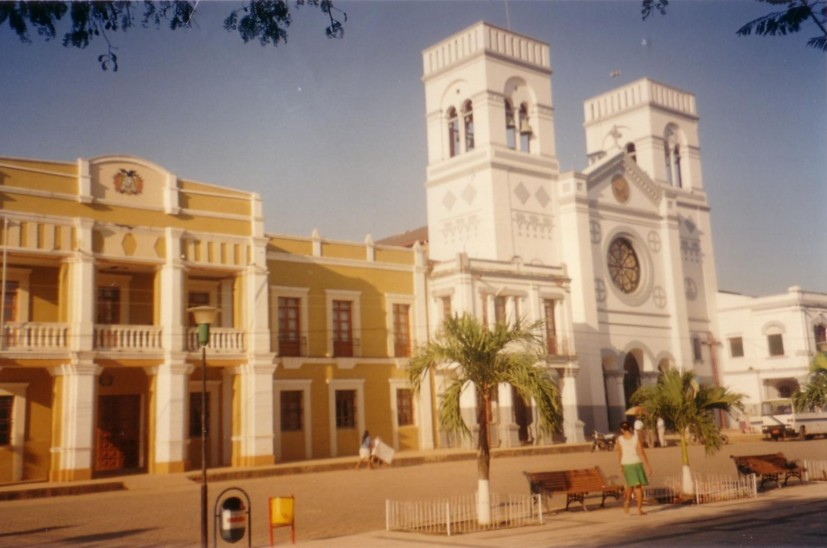
De kathedraal la Santísima Trinidad